# Pont du Millenium (Podgorica)
Pour les articles homonymes, voir Pont du Millenium (homonymie).
Le pont du Millenium (serbe cyrillique : Мост Миленијум, serbe latin : Most Milenijum) de Podgorica, au Monténégro, enjambe la rivière Morača pour relier le centre-ville de la capitale à ses quartiers récents.

## Description
Le pont du Millenium a été conçu par Mladen Ulicevic, professeur à la faculté d'ingénierie civile de Podgorica, associé à l'entreprise slovène Ponting. Il fut construit par une autre compagnie slovène, Primorje, et inauguré le 13 juillet 2005, jour de la fête nationale monténégrine. Le pont devint rapidement un des symboles de la ville.
C'est un pont à haubans long de 140 m dont le pylône culmine à 57 m au-dessus de la plate-forme. 12 câbles soutiennent le tablier tandis que 24 autres sont reliés aux contrepoids, le tout lui conférant une allure singulière.
La construction démarra en 2005. Elle dura moins d'un an et coûta 7 millions d'euros. Le tablier comporte 2 voies routières et une voie piétonne pour chacune des directions. Le pont du Millenium relie le boulevard Ivan Crnojević venant du centre-ville, à la rue du 13 juillet dans la partie plus récente et peuplée de la capitale. Il permet également de désengorger les ponts plus anciens sur la Morača.